# Neobythites steatiticus
Neobythites steatiticus är en fiskart som beskrevs av Alcock, 1894. Neobythites steatiticus ingår i släktet Neobythites och familjen Ophidiidae. Inga underarter finns listade i Catalogue of Life.